# Ornaatlori
De ornaatlori (Saudareos ornata synoniem: Trichoglossus ornatus) is een papegaaiachtige uit de familie papegaaien van de Oude Wereld (Psittaculidae). De wetenschappelijke naam van de soort werd als Psittacus ornatus in 1758 gepubliceerd door Carl Linnaeus.

## Verspreiding en leefgebied
Deze soort is endemisch op Sulawesi, een van de grotere eilanden van Indonesië.

## Status
In 1998 werd de grootte van de populatie geschat op meer dan 50.000 individuen en de soort werd omschreven als algemeen tot plaatselijk zeer algemeen. Op de Rode lijst van de IUCN heeft deze soort de status niet bedreigd.